# Cyclops cavernarum
Cyclops cavernarum is een eenoogkreeftjessoort uit de familie van de Cyclopidae. De wetenschappelijke naam van de soort is voor het eerst geldig gepubliceerd in 1902 door Ulrich.